# مسجد ام‌القری
مسجد ام‌القری (اُمُ القُرا آوایش می‌شود به معنی: مادرِ شهرها، پایهٔ همه شهرها) مسجدی بزرگ و جامع در بغداد است که بزرگترین عبادتگاه و نیایشگاهِ مسلمانانِ اهلِ سنت در بغداد است. به مناسبتِ گرامیداشتِ روز پیروزی در جنگِ خلیجِ فارس در سال ۱۹۹۱ نامِ نخستین آن اُمُ المعارک (به معنی مادر جنگ‌ها، پایهٔ همه نبردها) بود.